# Gunilla
Gunilla ist ein weiblicher Vorname. Er ist die schwedische Variante von Gunhild.

## Namensträgerinnen
- Gunilla Andersson (* 1975), schwedische Eishockeyspielerin
- Gunilla Bandolin (* 1954), schwedische Bildhauerin, Keramikerin und Garten- und Landschaftsarchitektin
- Gunilla Bergström (1942–2021), schwedische Journalistin, Autorin und Illustratorin
- Gunilla Bielke (1568–1597), schwedische Königin
- Gunilla Gräfin von Bismarck (* 1949), deutsche Adlige
- Gunilla Budde (* 1960), deutsche Historikerin
- Gunilla Carlsson (* 1963), schwedische Politikerin
- Gunilla Dahlström (* ≈1944), schwedische Badmintonspielerin
- Gunilla Gerland (* 1963), schwedische Autorin
- Gunilla Hansson (* 1939), schwedische Illustratorin und Kinderbuchautorin
- Gunilla Jacobsson (* 1946), schwedische Eisschnellläuferin
- Gunilla Lindberg (* 1947), schwedische Sportfunktionärin
- Gunilla Marxer-Kranz (* 1972), liechtensteinische Politikerin (VU)
- Gunilla Nyroos (* 1945), schwedischsprachige finnische Schauspielerin
- Gunilla Paijkull (* 1943), schwedische Fußballspielerin und -trainerin
- Gunilla Palmstierna-Weiss (1928–2022), schwedische Bildhauerin, Keramikerin, Bühnenbildnerin und Autorin
- Gunilla Persson (* 1958), schwedisch-amerikanisches Model, Soap-Darstellerin und Sängerin
- Gunilla Röör (* 1959), schwedische Schauspielerin
- Gunilla Süssmann (* 1977), norwegische Pianistin
- Gunilla Svärd (* 1970), schwedische Orientierungsläuferin
- Gunilla Svensson (* 1966), schwedische Meteorologin, Klimaforscherin und Hochschullehrerin